# Creonte (figlio di Liceto)
Creonte (in greco antico: Κρέων?, Kréōn) è un personaggio della mitologia greca, figlio di Liceto e re di Corinto e padre di Glauce e Ippote.
Nelle Fabulae, Igino lo chiama figlio di Meneceo erroneamente, in quanto il Creonte a cui si riferisce è invece il re di Tebe.

## Mitologia
Creonte interviene nella vicenda di Giasone e Medea, decidendo di dare la propria figlia Glauce in sposa a Giasone in modo che questi ripudiasse Medea. Quest'ultima volle allora vendicarsi, così fece un sortilegio su alcuni vestiti e gioielli, che inviò come regalo alla promessa sposa. Questi, una volta indossati dalla vittima, cominciarono a bruciare, facendo morire sia Glauce sia il padre Creonte, accorso per aiutarla.
Secondo una tragedia perduta di Euripide, riassunta nella Biblioteca di Apollodoro, Alcmeone affidò a Creonte la cura dei due figli avuti dalla veggente Manto, Anfiloco e Tisifone. Quest'ultima crescendo divenne così carina che per gelosia la moglie di Creonte la fece vendere come schiava. Tisifone fu successivamente acquistata da suo padre Alcmeone, che non riconoscendola non comprese la verità, fino a quando un giorno si recò a Corinto per riavere i suoi figli e lì scoprì tutto.